# Fadern, Sonen och Den Helige Ande...
Fadern, Sonen och Den Helige Ande... är en svensk film från 1987 med regi och manus av Marie-Louise Ekman. I rollerna ses bland andra Ernst-Hugo Järegård, Olof Buckard och Dag Cramér.

## Om filmen
Inspelningen ägde rum mellan augusti och december 1986 i Länna-ateljéerna i Stockholm. Filmen premiärvisades den 22 maj 1987 på biograf Grand i Stockholm.
Filmen fick mestadels negativa recensioner. Flera recensenter ställde sig frågande till vad filmen egentligen ville säga och tillstod att de begrep mycket lite av innehållet.

## Handling
Filmen kretsar kring en far och hans son.

## Rollista
- Ernst-Hugo Järegård – fadern, den korte mannen
- Olof Buckard – grannen, den långe mannen
- Dag Cramér – sonen, soldaten
- Charlotte Gyllenhammar – sonens flickvän
- Heinz Hopf – grannflickan, den fjärde mannen
- Rolf Skoglund – den tredje mannen
- Jonas Bergström – den femte mannen
- Johannes Brost – den sjunde mannen
- Kaj Nuora	– den sjätte mannen
- Åke Pallarp – en officer

### Fotnoter
1. 1 2 3 4  ”Fadern, Sonen och Den Helige Ande...”. http://sfi.se/sv/svensk-filmdatabas/Item/?itemid=16828&type=MOVIE&iv=Basic&ref=/templates/SwedishFilmSearchResult.aspx?id%3d1225%26epslanguage%3dsv%26searchword%3dFadern,+Sonen+och+Den+Helige+Ande%26type%3dMovieTitle%26match%3dBegin%26page%3d1%26prom%3dFalse. Läst 20 maj 2013.